# 続・王将
「続・王将」（ぞく・おうしょう）は、1963年12月1日公開の日本映画。製作は東映。モノクロ・シネマスコープ・100分。

## 概要
北條秀司が1950年に発表した戯曲『王将 第二部　続王将』『王将 第三部　王将終篇』の映画化である。映画「王将 (1962年の映画)」の続編となり、三國連太郎が演じる坂田三吉の人生の後半を描く。
前作で坂田の長女玉枝を演じていた三田佳子は、本作では、次女君子役となった。また、坂田のライバルの関根名人役は前作では平幹二朗が演じていたが、本作は「関村名人」という役名（関根名人と木村名人をあわせたキャラクター。ただし原作二部・三部では木村義雄であり改変されている）となり中村伸郎が演じる。坂田の後援者の宮田役も、殿山泰司から西村晃に交代。坂田会の理事長役の花澤徳衛は、前作と同じ人物を演じている。

## あらすじ
まず、前作のあらすじが、映像およびナレーションで伝えられる。
坂田三吉は、独自に関西名人をなのったため、東京の将棋界とは断絶することになった。そして十数年後の昭和11年。東京であらたに実力名人戦がはじまると知らされ、坂田の弟子たちは動揺して、東京の将棋連盟に加わるといいだす。残ったのは「万年初段」の森川だけだった。
坂田の後援者の宮田は東京にでかけ、関村名人との三番勝負を企画する。坂田は「関西名人」の称号をすて、京都の寺院・大竜院で対局するが、二局続けて敗れる。その後の坂田は、対局の機会もなく、縁日での大道詰将棋を探してまわる日々になる。
坂田の長女の玉枝は、父を心配しながらも樺太への転居をきめる。次女の君子は、森川初段への気持ちがありながらも、父との生活を考え、財産家の天野との結婚を決意する。森川は「赤紙が来た」として、坂田親子の前から姿を消す。
昭和16年、従軍中の森川は、敵の攻撃により右手を負傷する。昭和18年、六段となった森川は左手で将棋を指すようになり、「関西のホープ」として関村名人と対局する。そのころ、君子は夫を失い、未亡人になっていた。森川は関村を破るが、坂田は森川を祝福せず「本当は負けていた」と叱責する。君子は、姉・玉枝の薦めもあり、森川と結婚して、棋士としての彼を支えることを決意する。
まだ戦争中の数年後、坂田は関村とたまたま出会い、関村と名人戦で戦いたい夢があると語る。
坂田は妙見さんに「負けたままでは終わりたくない」と叫びながら祈るが、その夢がかなうことはなく、昭和21年に死去する。文字とナレーションで、昭和30年に日本将棋連盟が、坂田に名人位と王将位を追贈したことが示される。

## スタッフ
- 監督	佐藤純彌
- 原作	北条秀司
- 脚色	伊藤大輔
- 企画	亀田耕司 、吉野誠一 、秋田亨
- 撮影	坪井誠
- 音楽	佐藤勝
- 美術	近藤照男
- 編集	祖田富美夫
- 録音	渡辺義夫
- スチール	加藤光男
- 照明	森沢淑明
- 主題歌「王将」　作詞:西條八十、作曲:船村徹、歌唱村田英雄
- 将棋指導　升田幸三

## キャスト
- 坂田三吉 - 三國連太郎
- 玉枝（坂田の長女） - 丹阿弥谷津子
- 君子（坂田の次女） - 三田佳子
- 森川（坂田の住込み弟子、初段） - 江原真二郎
- 宮田（坂田の後援会長、製麺業者） - 西村晃
- 松嶋（坂田の住込み弟子、四段） - 井川比佐志
- 関村（東京の名人、関根金次郎と木村義雄を合体したキャラクター） - 中村伸郎
- 西村（坂田会の理事長） - 花澤徳衛
- 天野（君子の結婚相手） - 北川恵一
- 林田 - 近藤洋介
- 米田（坂田のアマチュア弟子の番頭） - 谷晃
- 安藤（坂田会の棋士） - 菅沼正
- 田河 - 内藤勝次郎
- 松井 - 清水正
- 圭やん（詰将棋屋） - 久保一
- 浅海 - 植田貞光
- 丹波 - 大木史朗
- ナレーション - 岡田由紀子

## 製作
『人生劇場 飛車角』『五番町夕霧楼』とヒット作を連打する当時の東京撮影所所長・岡田茂の企画。これらのヒットで常勝・京都作品を凌ぐ興行成績を獲得した。
前作は伊藤大輔の脚本、監督だったが、本作は、伊藤大輔は脚本のみで、監督は前作の助監督だった佐藤純彌が担当した。佐藤は監督二作目で、伊藤が京都撮影所で別の映画に入ることになり佐藤を指名したが、佐藤は「アクションをフィクショナルに作ることはできないし、伊藤さんみたいに面白く作ることなどできません」と断ったら、岡田所長に「生意気なこと言うな、やれ！」と怒鳴られ、やむなく承諾した。「でも伊藤さんの面白さは絶対出せないと思います」と更に言い返したら「出せ、コンチクショー！」と言われたという。佐藤は「シナリオは伊藤さんでしたので、恐れ多くて大きく直せなかった。実は現場でちょこちょこ直しましたけど。『王将』を自分の作品にするのは困難な作業でした。どうやって作ればいいのか最後まで分からなかった」などと話している。

## 作品の評価
- 監督の佐藤自身は「結果的に見事に真面目くさった面白くない映画になってしまった」と述べている[3]。

## 同時上映
『血と砂の決斗』
- 脚本：村松道平 / 監督：松田定次 / 主演：大友柳太朗

## ネット配信
- YouTubeの「YouTubeムービー」からは、300円で有料配信されている。